# Herre Halbertsma
Herrius (Herre) Halbertsma (Sneek, 9 juli 1920 – Amersfoort, 3 december 1998) was een Nederlands archeoloog en oprichter van het Fries Scheepvaart Museum.
Halbertsma, een telg uit het Friese geslacht Halbertsma, bracht zijn jeugd in Sneek door. In 1940 studeerde hij aan de Rijksuniversiteit Groningen geschiedenis, met oudheidskundig bodemonderzoek als bijvak. Hij was een tijdje medewerker van A.E. van Giffen en onder diens leiding deed hij enige ervaring op in het veld. Na zijn studie ging hij in 1947 werken bij de toen opgerichte Rijksdienst voor het Oudheidskundig Bodemonderzoek (ROB). Al gauw was Halbertsma betrokken bij diverse kerkrestauraties, waarbij oudheidkundig bodemonderzoek een belangrijke aanvulling vormde op de bouwgeschiedenis. Het zijn vooral de talrijke kerkopgravingen geweest die hem naamsbekendheid gaven, met als hoogtepunt de Sint-Bonifatiuskerk en Sint-Maartenskerk in Dokkum, de Sint-Vituskerk in Leeuwarden en de Grote of Lebuïnuskerk in Deventer. Daarnaast publiceerde hij veel over de geschiedenis van Amersfoort - zo had hij jarenlang een vaste rubriek in de Amersfoortse Courant, 'Uit het Hart'. 
Voor zijn verdiensten op het gebied van de Friese historie en oudheidkunde ontving hij in 1958 de  Dr. Joast Halbertsmapriis van de provincie Friesland. Bij zijn afscheid van de ROB in 1985 werd hij benoemd tot ridder in de Orde van Oranje Nassau. 
Halbertsma was getrouwd met Elvira Jaunsleine (1922-2009), met wie hij een dochter had, Marlite Halbertsma, en twee zoons, Junt en Ruurd Binnert Halbertsma. Hij woonde van 1954 tot zijn dood in het Secretarishuisje te Amersfoort.

## Publicaties
- Zeven Eeuwen Amersfoort, Amersfoort 1959.
- Terpen tussen Vlie en Eems. Een geografisch-historische benadering, Groningen 1963.(Deel 1: Atlas; deel 2: Tekst)
- Van Sneek naar Amersfoort, Utrecht 1992
- Frieslands Oudheid, Het rijk van de Friese koningen, opkomst en ondergang, Utrecht 2000 (samenvatting)